# ديد سبيس 2
ديد سبيس 2 ؛ الفضاء الميت 2 (بالإنجليزية: Dead Space 2) صدرت في عام 2011 هي لعبة فيديو رعب وخيال علمي من نشر إلكترونيك آرتس وهي متوفرة على أجهزة مايكروسوفت ويندوز، بلاي ستيشن 3 وإكس بوكس 360. تعتبر ديد سبيس 2 واحدة من أغلى ألعاب الفيديو، حيث تم صنعها بميزانية قدرها 120 مليون دولار مقسمة بالتساوي بين التطوير والتسويق خلال الفترة من 2008 إلى 2010. على الرغم من أرقام المبيعات القوية على ما يبدو ، إلا أن شركة إلكترونيك آرتس اعتبرتها مخيبة للآمال من الناحية المالية.

## موجز
تقع أحداث اللعبة بعد ثلاث سنوات من أحداث الجزء الأول ديد سبيس، حيث بطل الرواية إسحاق كلارك يكافح ضد تفشي نيكرومورفز جديد على امتداد قمر تيتان أكبر أقمار كوكب زحل.

## أسلوب اللعب
يشابه أسلوب اللعب في اللعبة الأولى (ديد سبيس) من ناحية منظور الشخص الثالث والأسلحة لكن على عكس سابقتها ديد سبيس 2 تحتوي على طور اللعب الجماعي.

« كلارك » بطل اللعبة

## روابط خارجية
- ديد سبيس 2 على موقع IMDb (الإنجليزية)